# Bayeux War Cemetery
Bayeux War Cemetery is een Britse militaire begraafplaats met gesneuvelden uit de Tweede Wereldoorlog gelegen in de Franse stad Bayeux (departement Calvados). De begraafplaats ligt 800 m ten zuidwesten van het stadscentrum (Kathedraal van Bayeux) en is met 4.642 doden (waarvan 431 niet geïdentificeerde) de grootste Commonwealth begraafplaats uit de Tweede Wereldoorlog in Frankrijk. Ze werd ontworpen door architect Philip D. Hepworth. De graven liggen in perken evenwijdig naast elkaar gerangschikt en aan het zuidwestelijke uiteinde van het terrein in concentrische halve cirkelbogen met als middelpunt het Cross of Sacrifice. De Stone of Remembrance met aan weerszijden een schuilhuisje staat op de aslijn dichter naar de toegang. De begraafplaats is omgeven door een haag en wordt onderhouden door de Commonwealth War Graves Commission.
Er liggen nu 3.931 Britten (waaronder 329 niet geïdentificeerde), 181 Canadezen (waaronder 3 niet geïdentificeerde), 17 Australiërs, 8 Nieuw-Zeelanders, 1 Zuid-Afrikaan, 7 Russen, 24 Polen (waaronder 1 niet geïdentificeerde), 3 Fransen, 2 Tsjecho-Slowaken, 2 Italianen en 466 Duitsers (waaronder 98 niet geïdentificeerde).
Tegenover de begraafplaats staat het Bayeux Memorial, waarop de namen van 1.801 gesneuvelde soldaten staan die geen gekend graf hebben.

## Geschiedenis
Het geallieerde offensief dat startte met de landing in Normandië op 6 juni 1944 was het begin van hardnekkige gevechten met als doel bruggenhoofden te realiseren om van daaruit verder het Franse binnenland te veroveren. Bayeux had echter niet zo erg onder het strijdgewoel te lijden niettegenstaande zij een belangrijk steunpunt was voor de geallieerde troepen. 
Rond de stad werden veldhospitalen ingericht. Hierdoor komt het dat de oorspronkelijke graven afkomstig zijn van soldaten die in deze veldhospitalen overleden waren als gevolg van de opgelopen verwondingen. Na de oorlog werd de begraafplaats nog uitgebreid met graven uit de slagvelden in Normandïe. In 1952 was de begraafplaats volledig afgewerkt.

## Onderscheiden militairen
- Sidney Bates, korporaal bij het Royal Norfolk Regiment, ontving postuum het Victoria Cross (VC) voor zijn heldhaftige leiding van zijn sectie bij een aanval van de 10e S.S. Pantzer Division in de omgeving van Sourdeval-les-Bois. Hierbij werd hij driemaal gewond waarna hij na overbrenging naar het veldhospitaal overleed op 8 augustus 1944 in de leeftijd van 23 jaar.
- Arturo Fanconi, verpleger bij de Royal Navy op de "H.M.S. Odyssey". Hij ontving de Albert Medal (AM) voor zijn voorbeeldige inzet bij het verplegen van soldaten die gewond werden door anti-persoonsmijnen. Hierbij werd hijzelf tot tweemaal toe het slachtoffer wat hem niet belette zijn taak voort te zetten. Bij een derde explosie kon geen hulp meer baten en verloor hij het leven op 28 juni 1944. Hij was 38 jaar.
- Ernest John Belcher, sergeant-majoor bij de Royal Marines is drager van de British Empire Medal (BEM).
- John Cecil Currie, brigadier bij de Royal Artillery werd driemaal onderscheiden met de Distinguished Service Order (DSO and 2 Bars) en het Military Cross (MC).
- Humphrey Reginald Woods, luitenant-kolonel bij het King's Royal Rifle Corps werd onderscheiden met de Distinguished Service Order (DSO) en tweemaal het Military Cross (MC and Bar).
- Thomas Gordon Bundock, majoor bij het Royal Warwickshire Regiment werd onderscheiden met de Distinguished Service Order (DSO) en het Military Cross (MC).
- de luitenant-kolonels William James McDowell, Evelyn Arundell Medows Norie en Charles Henry Roger Howie werden onderscheiden met de Distinguished Service Order (DSO).
- Frederic Roger Lightoller, luitenant bij de Royal Naval Volunteer Reserve werd onderscheiden met het Distinguished Service Cross (DSC).
- de luchtmachtofficieren Harvey Glasby, Richard Guthrie, Arthur Owen Pearson, John Clifford Ingledew Hooper, Idwal James Davies, Lawrence Arthur Smith en Gordon William Brewer werden onderscheiden met het Distinguished Flying Cross (DFC) en Allan John Hancock en Arthur Charles Willmott ontvingen deze onderscheiding tweemaal (DFC and Bar).
- nog 19 officieren ontvingen het Military Cross (MC) waaronder de majoors Peter Marriott Raleigh Scott en Hugh Victor Duke tweemaal (MC and Bar).
- de luitenant-kolonels Oscar William Robert Dent en John Winn Atherton ontvingen de Territorial Decoration (TD).
- John McColgan, machinist bij de Royal Navy ontving de Distinguished Service Medal (DSM).
- de vliegtuigbemanning Sidney Charles Hubbard, Leonard Alfred Lenox, John Sandiford Mitchell en Henry William Ellis ontvingen de Distinguished Flying Medal (DFM).
- 24 militairen ontvingen de Military Medal (MM) waaronder sergeant William John Evans tweemaal (MM and Bar).

Er liggen 3 zeventienjarigen op deze begraafplaats en het oudste slachtoffer was 58.